# デボラ・バークス
デボラ・バークス（英:Deborah Birx 1956年4月4日-）は、アメリカ合衆国の医師、官僚。

## 概要
バラク・オバマ政権時代にアメリカ合衆国国務省で世界AIDS対策調整官、世界ヘルス政策調整官に就任。アメリカ政府の特別代表（大使）を務め、軍のAIDS対策の調整を担ったほか、アメリカ疾病予防管理センターの世界エイズ対策プログラムを指揮してきた。
2020年2月28日、新型コロナウイルス対策コーディネーター（調整官）に就任。マイク・ペンス副大統領の直属となった。以降、国内で感染が拡大する2019新型コロナウイルスによる急性呼吸器疾患に関連する記者会見に登場し、様々なデータを駆使して科学的視点から国民に説明、注意喚起を行うとともに、時にはドナルド・トランプ大統領の思い付きのような発言にも丁寧なフォローを行っている。